# Salpis batiola
Salpis batiola är en fjärilsart som beskrevs av Frederick H. Rindge 1971. Salpis batiola ingår i släktet Salpis och familjen mätare. Inga underarter finns listade.